# United States Census 1950
Der United States Census 1950 war die 17. Volkszählung in den Vereinigten Staaten seit 1790. „Census Day“ war der 1. April 1950.

## Geschichte
Der United States Census 1950 wurde 1950 in den Vereinigten Staaten, Alaska, Hawaii, Samoa, der Panamakanalzone, Guam, Puerto Rico, den Virgin Islands und weiteren Inseln unter amerikanischer Verwaltung  vom United States Census Bureau unter der Leitung von Roy Victor Peel durchgeführt. „Census Day“ und damit offizieller Stichtag für die Zählung war der 1. April 1950, die Erhebung der Daten zog sich aber bis Ende Juni desselben Jahres hin. Bei dieser Volkszählung wurden zum ersten Mal auch Amerikaner im Ausland erfasst. Ebenfalls zum ersten Mal wurden nach der eigentlichen Erfassung in 3.500 Gebieten und in 22.000 Haushalten Kontrollzählungen durchgeführt, um die Genauigkeit der Zählung zu überprüfen.
Beteiligt an der Datenerhebung waren 142.962 Personen, die Gesamtkosten beliefen sich auf 91.462.000 Dollar. Der Abschlussbericht bestand aus 61.700 Seiten. Nach der Auswertung dieser Zählung begann das Census Bureau als erste Behörde außerhalb des Militärs mit der Nutzung von Computern.

## Ergebnisse
Die Gesamtbevölkerung der Vereinigten Staaten am 1. April 1950 betrug 150.697.361 Einwohner. Dies entspricht einem Zuwachs von 19.028.086 Einwohnern (oder 14,5 %) seit der letzten Volkszählung 1940. Bei einer Fläche von 3.021.295 Quadratmeilen betrug die Bevölkerungsdichte 50,7 Einwohner pro Quadratmeile. Im Jahre 1950 waren 74.833.000 aller amerikanischen Staatsbürger männlich, 75.864.000 weiblich. Insgesamt bestand die Bevölkerung (ohne Alaska und Hawaii) aus 134.942.000 Einwohnern weißer Hautfarbe, 15.042.000 Afroamerikanern und 713.000 „Anderen“.
Die in den alle zehn Jahre stattfindenden Volkszählungen der Vereinigten Staaten ermittelten Einwohnerzahlen der Bundesstaaten sind der Schlüssel zur Festlegung der Anzahl der Abgeordneten aus diesen Bundesstaaten im Repräsentantenhaus der Vereinigten Staaten. Die Anpassung wird in der Regel im übernächsten Kongress nach einer Volkszählung vorgenommen. Die detaillierten Daten sind seit 2022 verfügbar, da nach Titel 13 der Bundesgesetzgebung die Daten nach Ablauf von 72 Jahren der Öffentlichkeit zugänglich gemacht werden.

## Staaten nach Einwohnerzahl
Bundesstaaten der USA nach Einwohnerzahl im Jahr 1950. Alaska und Hawaii hatten damals den Status eines Territoriums und waren noch keine Bundesstaaten.
| Rang | Bundesstaat          | Bevölkerung |
| ---- | -------------------- | ----------- |
| 1    | New York             | 14.830.192  |
| 2    | Kalifornien          | 10.586.223  |
| 3    | Pennsylvania         | 10.498.012  |
| 4    | Illinois             | 8.712.176   |
| 5    | Ohio                 | 7.946.627   |
| 6    | Texas                | 7.748.000   |
| 7    | Michigan             | 6.421.000   |
| 8    | New Jersey           | 4.860.000   |
| 9    | Massachusetts        | 4.690.000   |
| 10   | North Carolina       | 4.060.000   |
| 11   | Indiana              | 3.952.000   |
| 12   | Missouri             | 3.946.000   |
| 13   | Georgia              | 3.451.000   |
| 14   | Wisconsin            | 3.449.000   |
| 15   | Tennessee            | 3.304.000   |
| 16   | Virginia             | 3.262.000   |
| 17   | Alabama              | 3.060.000   |
| 18   | Minnesota            | 2.995.000   |
| 19   | Kentucky             | 2.957.000   |
| 20   | Florida              | 2.821.000   |
| 21   | Louisiana            | 2.701.000   |
| 22   | Iowa                 | 2.621.000   |
| 23   | Washington           | 2.386.000   |
| 24   | Maryland             | 2.376.000   |
| 25   | Oklahoma             | 2.193.000   |
| 26   | Mississippi          | 2.169.000   |
| 27   | South Carolina       | 2.119.000   |
| 28   | Connecticut          | 2.007.280   |
| 29   | West Virginia        | 2.006.000   |
| 30   | Kansas               | 1.915.000   |
| 31   | Arkansas             | 1.906.000   |
| 32   | Oregon               | 1.532.000   |
| 33   | Colorado             | 1.337.000   |
| 34   | Nebraska             | 1.324.000   |
| 35   | Maine                | 911.000     |
| ...  | District of Columbia | 814.000     |
| 36   | Rhode Island         | 779.000     |
| 37   | Arizona              | 756.000     |
| 38   | Utah                 | 696.000     |
| 39   | New Mexico           | 687.000     |
| 40   | South Dakota         | 652.000     |
| 41   | North Dakota         | 616.000     |
| 42   | Montana              | 598.000     |
| 43   | Idaho                | 592.000     |
| 44   | New Hampshire        | 531.000     |
| ...  | Hawaii               | 491.000     |
| 45   | Vermont              | 377.000     |
| 46   | Delaware             | 321.000     |
| 47   | Wyoming              | 292.000     |
| 48   | Nevada               | 162.000     |
| ...  | Alaska               | 138.000     |

## Städte nach Einwohnerzahl
Die 20 bevölkerungsreichsten Städte der USA nach Einwohnerzahl im Jahr 1950.
| Rang | Stadt           | Bundesstaat          | Bevölkerung |
| ---- | --------------- | -------------------- | ----------- |
| 1    | New York City   | New York             | 7.891.957   |
| 2    | Chicago         | Illinois             | 3.620.962   |
| 3    | Philadelphia    | Pennsylvania         | 2.071.605   |
| 4    | Los Angeles     | Kalifornien          | 1.970.358   |
| 5    | Detroit         | Michigan             | 1.849.568   |
| 6    | Baltimore       | Maryland             | 949.708     |
| 7    | Cleveland       | Ohio                 | 914.808     |
| 8    | St. Louis       | Missouri             | 856.796     |
| 9    | Washington D.C. | District of Columbia | 802.178     |
| 10   | Boston          | Massachusetts        | 801.444     |
| 11   | San Francisco   | Kalifornien          | 775.357     |
| 12   | Pittsburgh      | Pennsylvania         | 676.806     |
| 13   | Milwaukee       | Wisconsin            | 637.392     |
| 14   | Houston         | Texas                | 596.163     |
| 15   | Buffalo         | New York             | 580.132     |
| 16   | New Orleans     | Louisiana            | 570.445     |
| 17   | Minneapolis     | Minnesota            | 521.718     |
| 18   | Cincinnati      | Ohio                 | 503.998     |
| 19   | Seattle         | Washington           | 467.591     |
| 20   | Kansas City     | Missouri             | 456.622     |